# Mastermind
El Mastermind és un joc de tauler del tipus joc abstracte, on s'usa la capacitat de deducció per esbrinar un codi format per colors. Han aparegut diverses variants, com un Mastermind amb lletres (formant paraules existents en un idioma), números o figures animades. També s'han sumat colors per complicar el joc o s'han permès indicacions addicionals i combinacions restringides per simplificar-lo, però el mecanisme bàsic centrat en la lògica es manté.

## Funcionament
Un jugador col·loca en secret peces de sis colors (es poden repetir i posar en qualsevol ordre) i l'oponent ha d'esbrinar-los en un nombre limitat de torns. A cada torn, qui intenta endevinar col·loca sis colors i l'altre respon indicant amb fitxes blanques i negres depenent de la combinació ficada.
Per a cada fitxa de la combinació del usuari que vol esbrinar la combinació, el usuari amb la combinació secreta respondrà de la següent forma: Si el color existeix però en una altra posició ficarà una fitxa blanca per cada fitxa en aquest cas, si s'ha encertat posició i color ficarà una fitxa negra per cada fitxa en aquest cas, si no hi ha aquell color en el codi secret no ficarà cap fitxa.
Per eliminació, es van descartant possibilitats combinatòries. Guanya qui endevina abans del final dels torns o l'altre si no s'aconsegueix arribar al codi correcte.